# 2,5-ヘキサンジオン
2,5-ヘキサンジオンは脂肪族のジケトンで、無色の液体である。ヒトでは、ヘキサンと2-ヘキサノンの有毒代謝物質である。

## 中毒の症状
ヘキサンの慢性毒性は、2,5-ヘキサンジオンに起因する。症状は、腕と脚のヒリヒリとけいれんであり、その後、一般的な筋肉の衰弱が続く。重症例では、骨格筋の萎縮が観察され、協調性および視力が失われる。
同様の症状は、動物モデルで観察される。それらは、末梢神経系の変性（そして最終的には中枢神経系）に関連付けられており、長く広い神経軸索の遠位部分から始まる。

## 作用機序
2,5-ヘキサンジオンのような神経毒性は、2,3-、2,4-ヘキサンジオンおよび2,6-ヘプタンジオンではないのに対し、2,5-ヘプタンジオンおよび3,6-オクタネジオンおよび他のγ-ジケトンで存在する。
2,5-ヘキサンジオンは、シッフ塩基形成によって軸索タンパク質中のリジン残基と反応し、続いて環状化合物化を行い、ピロールを与える。ピロール残基の酸化は、タンパク質の架橋および変性を引き起こし、軸索輸送および機能を摂動させ、神経細胞に損傷を与える。

## 合成
2,5-ヘキサンジオンはいくつかの方法で調製されている。一般的な方法として、グルコース由来のヘテロサイクルである2,5-ジメチルフランの加水分解がある。

## 使用方法
2,5-ヘキサンジオンは、イソカルボキサジド、ロルガミジン、およびモピドララジンの合成に使用することができる。五硫化二リンによる治療では、2,5-ジメチルチオフェンを与える。